# プレスハム
プレスハムとは、日本の食肉加工品である。小片の畜肉を固めて作られる比較的安価な食肉加工品で、日本では1970年代以前の一時期、一般にハムといえばこれを指した。品質表示基準では「プレスハム類」として、「ハム類」とは区別される。

## 概要
小片の豚などの肉塊を塩せきし、それをつなぎとともにあるいはつなぎを加えずに練り合わせ、ケーシングに充填し、熱を加えるなどして固めて作られる。熱を加える前にくん煙する場合もある。過去にはハムやベーコンの製造で肉の整形の際に発生した屑肉を寄せ集めて製造され、寄せハムと呼ばれていた。ハムと名は付いてはいるが、ハムとソーセージの中間的な製品である。
プレスハムでは材料として屑肉などが利用でき、製品によっては豚以外の肉も使ったこと、比較的簡単な設備で大量生産できたこと、製造に要する期間が短いことなどにより、比較的安価に製造できたことから、日本人が貧しかった戦後から高度経済成長期にかけて大きく普及した。しかしその後は消費者の高級志向からより味のよいロースハムなどに主役を譲り、加工食品用での需要はあるものの、家庭向けの流通は少なくなっている。とくに、豚以外の肉を混ぜ合わせたプレスハムはほとんど作られなくなっている。
なお、プレスハムは日本で独自に発展した食品であるが、欧米においても、プレスドハム（pressed ham）、ニュージャージーハム（New Jersey ham）などの、プレスハムと全く同じではないが似た製法で作られる食品は存在している。

## 原材料
農林水産省の定義に基けば、つなぎを使用する場合は20％以下、肉塊には豚肉・牛肉・馬肉・めん羊肉または山羊肉の10グラム以上の塊を使うものとなっている。つなぎには畜肉のほかニワトリなどの家禽やウサギ肉を挽肉にしたものにデンプン・小麦粉・コーンミール・植物性や卵・牛乳・血液より得られた蛋白質などを加えたものなどが利用されている。日本農林規格（JAS）では、原料中の豚肉の含有率などによってプレスハムの等級をつけている。
なお、50パーセント以下の範囲で魚肉を混ぜたものは「混合プレスハム」、さらに魚肉の割合の多いものは「魚肉ハム」に分類される。

## 歴史
プレスハムの歴史は昭和の初期にはじまる。1931年（昭和6年）に満州事変が勃発すると、軍需向けの毛皮のため兎の飼育が盛んとなり、プレスハムはその副産物として発生する兎肉を利用した製品として誕生した。
本格的な普及、発展は第二次世界大戦後になってからである。大戦の影響で、畜産業の中でも、ハムの製造に不可欠な養豚は特に大きな打撃を受けていた。飼料の輸入が途絶えたことに加え、豚は、たとえば草を飼料にできる牛と異なり、人間の食料と飼料が競合するためである。終戦後は次第に豚肉も流通するようになったものの量は少なく、一方で軍需を失った馬肉、兎肉は大量に出回るようになった。そうした中、伊藤食品工業（現在の伊藤ハム）が、1947年（昭和22年）、豚肉に、兎肉、仔牛肉、山羊肉、馬肉などを混ぜて作ったプレスハムを商品化した。山羊肉や馬肉などは、ハム、ソーセージにするには臭いがきついという難点があったが、伊藤食品工業は肉を氷水で洗うという脱臭法を開発しこれを解決した。このプレスハムはヒット商品となり、また同業他社も同様の商品を売るようになったが、他社の製品には品質に問題のあるものも多かったという。そこで、商品自体のイメージダウンを懸念した伊藤食品工業は、製造のノウハウの公開を行い、これによりプレスハムの製造が業界全体に広まった。
プレスハムは、食生活の洋風化や電気冷蔵庫の普及などにより需要が増大していったが、戦後の復興期を支えた雑肉が底をついたことから、伊藤ハムは1959年（昭和34年）にマトンを利用したプレスハムの製造法を開発し商品化するとともに、この技術を業界に公開した。マトンを利用したプレスハムは、豚肉利用のものに比べ価格を三分の一に抑えることができたという。マトン利用のプレスハムは、増大した需要にこたえ、これにより1958年（昭和33年）には年間27トンに過ぎなかった羊肉の輸入量が、10万トンを超えるようになり、1969年（昭和44年）には食肉加工原料に占める羊肉の割合が42パーセントを占めた。しかし、その後は消費者が豊かになるにつれてより味のよい製品へ需要が移ったことからマトンの使用量は減り、またプレスハム全体の生産量も1980年（昭和55年）をピークに減少傾向となった。
2001年（平成13年）には、一般家庭での購入機会が減ったためとして、消費者物価指数の調査対象から除かれている。しかし、コストが重視される調理済み食品に使用する業務用の食材としては、2000年代に入っても多く利用されている。